# Hymenia lophoceralis
Hymenia lophoceralis là một loài bướm đêm trong họ Crambidae.